# Académie royale de médecine de Belgique

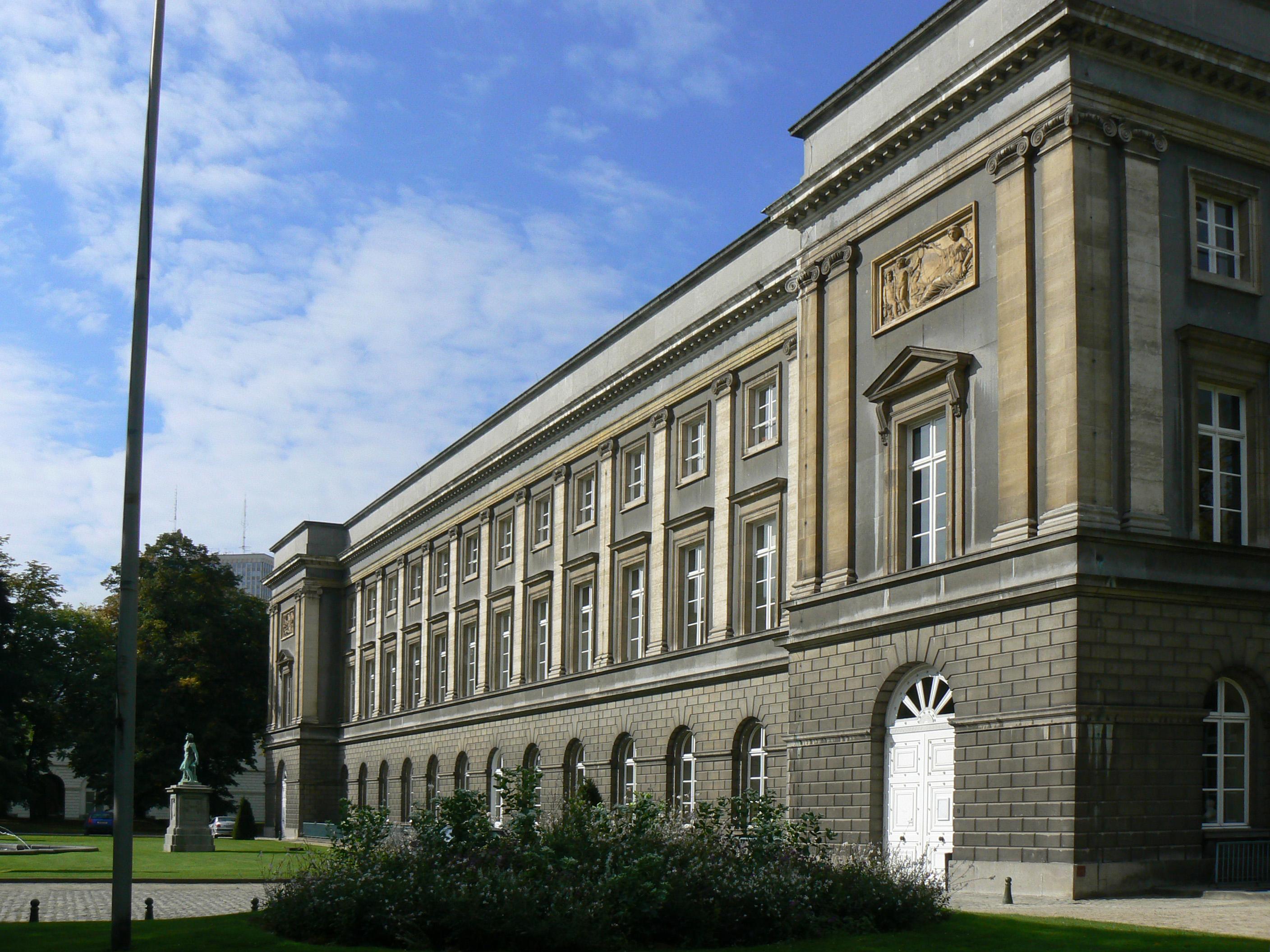
Academiënpaleis

De Académie royale de médecine de Belgique (ARMB) is een van de twee academieën voor geneeskunde in België. De academie is opgericht op 19 september 1841 door koning Leopold I.
De ARMB is een Franstalige organisatie; haar Nederlandstalige equivalent is de in 1937 opgerichte Koninklijke Academie voor Geneeskunde van België (KAGB). Beide academiën zetelen in het Academiënpaleis te Brussel. Bij de oprichting van de KAGB werd de ARMB, die voorheen wel de facto maar niet de jure een Franstalige organisatie was, officieel Franstalig.
De ARMB is van oorsprong een nationale organisatie, maar valt sinds 1989 onder de verantwoordelijkheid van de Franse Gemeenschap van België. Tegelijkertijd werd haar Nederlandstalige tegenhanger een organisatie van de Vlaamse Gemeenschap.